# Perro mestizo

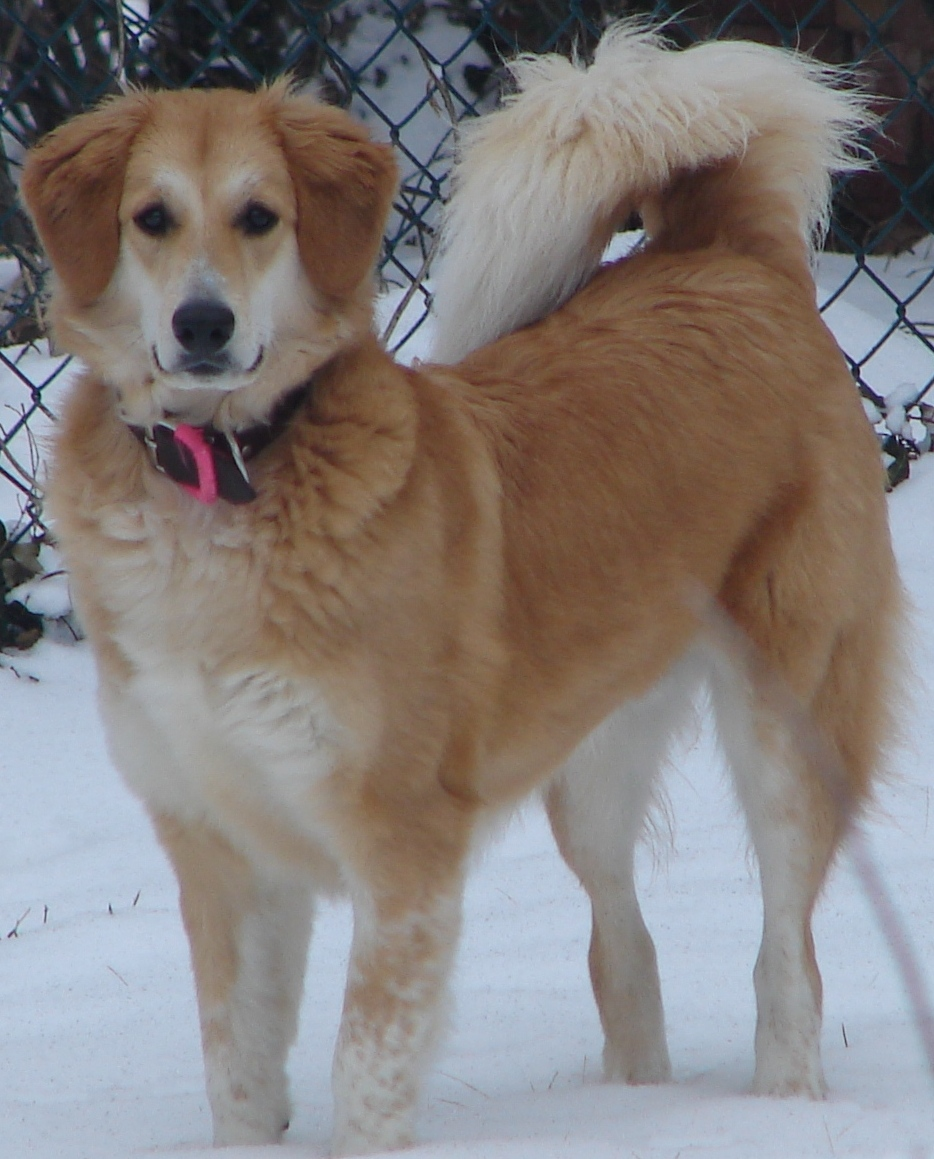
Un perro de raza mixta con un pesado pelaje invernal.

Se denomina perro mestizo al perro sin pedigrí, cuya ascendencia es generalmente desconocida, pero se sabe que tiene características de dos o más tipos de razas, o es descendiente de poblaciones de perros salvajes o callejeros. En Honduras y El Salvador son muy comunes llamándoles aguacateros, en Costa Rica se les conoce como zaguates, en Guatemala como chuchos, en Ecuador como runas, en Chile como quiltros, en Venezuela y Colombia se les llama criollos, en Panamá se les conoce como tinaqueros, en Perú coloquialmente como chuscos, cruzados o de raza mixta, en Argentina como perros callejeros, mestizos o cruzas, en República Dominicana como viralatas y en Cuba y Puerto Rico, como perros satos, los cuales también son muy comunes en las calles, como consecuencia de la falta de leyes para la protección animal en la isla caribeña y, en general, en toda América Latina. La "raza aleatoria" es un término genético para referirse a un animal, población, o raza que se crio y desarrolló sin la intervención planificada de los seres humanos, y cuyo ancestro y composición son generalmente desconocidos.
Un perro mestizo o de raza mixta es un perro que no pertenece a ninguna raza reconocida por organizaciones de criadores y que es resultado de una crianza no selectiva.

## Mestizos vs cruza de razas

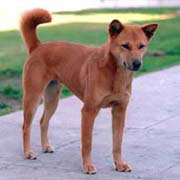
Muchos mestizos, como este perro paria japonés, no son literalmente un perro de "raza mezclada".

Como los perros mestizos, los perros de cruza de razas pertenecen a una raza no reconocida. A diferencia de los perros mestizos, sin embargo, los perros productos de cruza de razas son el producto de selección artificial, por lo que se deduce fueron criados intencionalmente por los seres humanos para la obtención de ciertas características, mientras que el término "mestizo" se refiere específicamente a los perros que se desarrollan por selección natural, sin la intervención prevista de los seres humanos. Estos perros suelen ser "perros callejeros".

## Apariencia
Cuando perros de distinta raza se mezclan, su descendencia manifiesta una amplia variedad de apariencias, algunos se asemejan más a una raza que a otra, mientras que algunos otros exhiben claramente características de ambas. Sin embargo, si los ejemplares se siguen entrecruzando, en las generaciones posteriores poco a poco se irán homogenizando sus características hasta llegar a un aspecto más o menos similar.
|                   |
| Un perro mestizo. |

|                                           |
| Un ejemplar de cruza de razas de terrier. |

| |
| Este perro cruza de un Pastor alemán y de un Golden Retriever tiene rasgos más parecidos a los de un perro mestizo promedio que de cualquiera de los dos padres. |

|                                                                |
| Un perro de raza mixta con un pelaje espeso y ojos brillantes. |

|                                                                  |
| Perro mestizo cruza de un Labrador, con heterocromía en el iris. |

|                                                                   |
| Perro mestizo con heterocromía en el iris, en Xochimilco, México. |

|                                                                          |
| Un perro de raza mixta demuestra su capacidad en una prueba de agilidad. |

|                                                                                              |
| Esta camada tiene una madre pastor australiano, aunque no se parecen exactamente a esa raza. |

|                |
| Perro mestizo. |

|                                                             |
| Probable cruce de perro sin pelo peruano con pastor alemán. |

|                                                           |
| Posible cruce de Schnauzer con perro criollo en Colombia. |

|                                                                           |
| Cruce entre Border Collie y pastor australiano con heterocromía completa. |

|                                                                        |
| Un perro mestizo, posible mezcla de pastor belga, basenji y chihuahua. |

## Determinación de la ascendencia
Reconocer la ascendencia de un perro mestizo es difícil incluso para los observadores y expertos en perros bien informados, porque los perros mestizos tienen mucha más variación genética que un perro de pura raza. Por ejemplo, dos perros mestizos negros podrían tener cada uno una multitud de genes recesivos que al cruzarse se recombinan, transfieran y manifiestan en las siguientes generaciones con un pelaje rubio (o de cualquier otro tono), y por lo tanto producir una prole significativamente distinta a sus padres. Esta diferencia se debe a la variación de un fenotipo en comparación con un genotipo y a la herencia de genes dominantes contra los recesivos.
En países como Estados Unidos, a partir del año 2007, el análisis genético se realiza mediante muestras de sangre conseguidas con hisopos con saliva. Las empresas afirman que las pruebas de diagnóstico de ADN pueden determinar genéticamente la composición de la raza de los perros de raza mixta. Estas pruebas son todavía limitadas en su alcance, ya que solo un pequeño número de los cientos de razas de perros han sido validadas usando dichas pruebas (por lo que se requieren más perfiles genéticos) y porque es común que una misma raza en diferentes áreas geográficas pueda tener diferentes perfiles genéticos, lo que dificulta su determinación.
Adicionalmente, las pruebas no sirven para probar la "pureza genética"; sólo indican la presencia de secuencias genéticas que son comunes a ciertas razas. Con un perro de raza mixta o mestizo, la prueba no es evidencia de una ascendencia de raza pura, sino un indicador de que los perros comparten un ancestro común con ciertas razas puras. El American Kennel Club no reconoce el uso de pruebas de ADN para determinar la raza; por ello establecen un estándar fisonómico y morfológico para cada raza. Además, muchas razas más recientes de perros se remontan a una "raza fundacional" en común, haciéndolos difíciles de separar genéticamente. Por ejemplo, el Labrador Retriever, el Cobrador de pelo liso, el Retriever de Chesapeake y el perro de Terranova comparten ascendencia con el –ahora extinto- Perro de aguas de San Juan, una raza nativa de la isla de Terranova.

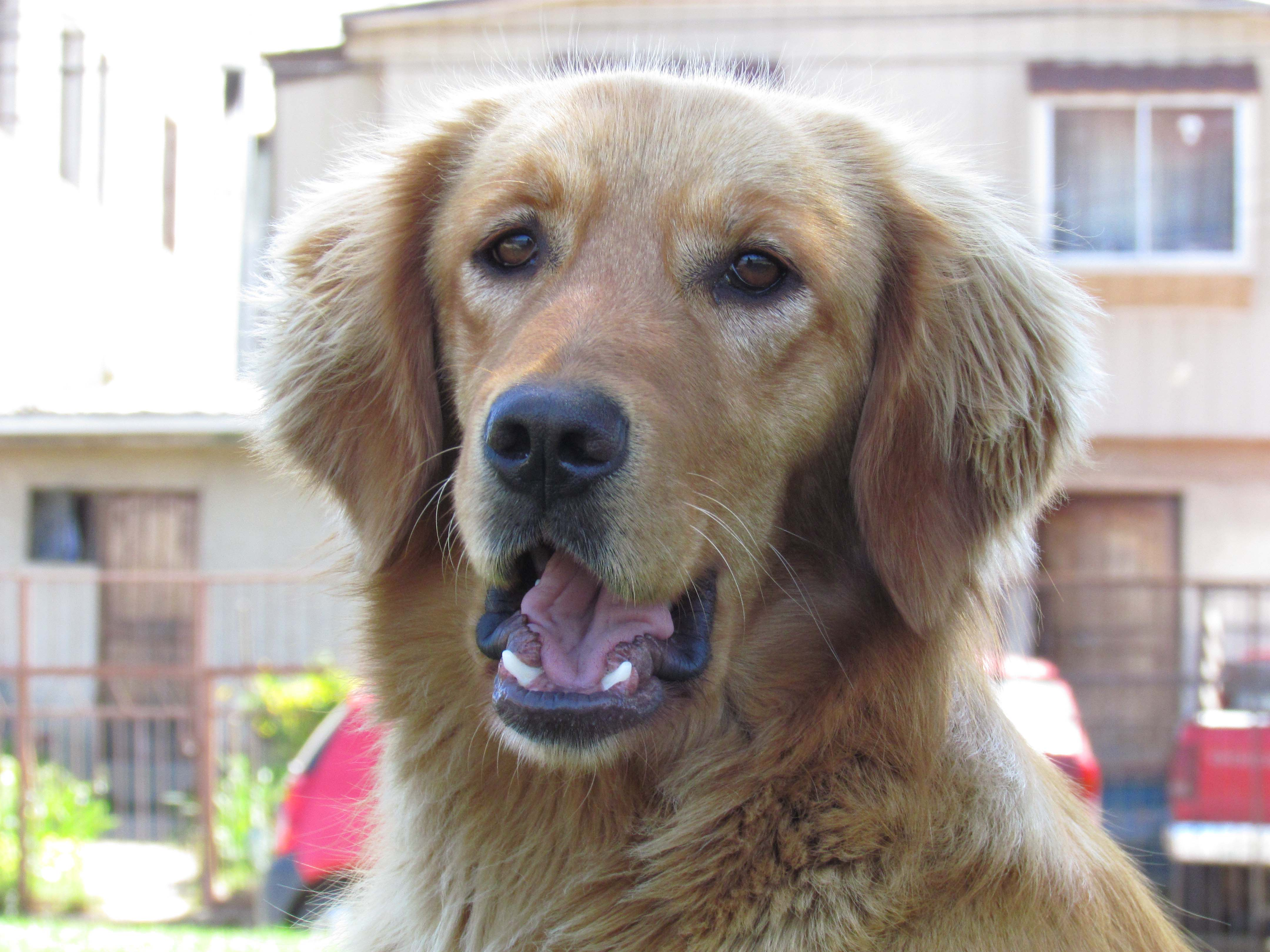
Un perro mestizo de Chile, país donde son conocidos como quiltros.

## Salud
La teoría del vigor híbrido sugiere que como grupo, los perros con una variedad de ancestros serán más saludables que sus contrapartes de raza pura. Esto es debido a que en los perros de raza pura se realiza la cruza intencional entre ejemplares de aspecto muy similar, lo que a lo largo de varias generaciones produce animales que llevan muchos de los mismos alelos, algunos de los cuales son perjudiciales, particularmente si los criadores no han procurado evitar la consanguinidad (endogamia). Así que, si la población fundadora para una raza en particular fue pequeña, por consiguiente la diversidad genética de esa raza en particular puede permanecer pequeña durante bastante tiempo.
En esencia, cuando los humanos seleccionan ciertos perros para la creación de razas nuevas, se aíslan artificialmente un grupo de genes en particular y hacen más copias de ese gen de las que otra forma se hubieran presentado de forma natural. Inicialmente, la población sería más frágil debido a la falta de la diversidad genética. Si la raza de perro es muy popular (y la línea continua), a lo largo de cientos de años habrá mayor diversidad debido a mutaciones (de ocurrencia natural y aleatoria) y ocasionales apareamientos con ejemplares de otros linajes o poblaciones cercanas (un fenómeno similar a la evolución de los pinzones en las islas Galápagos que estudió Charles Darwin). Por eso algunas de las razas muy "viejas" son más estables y sobreviven a epidemias, parásitos, etcétera, que actúan como cuellos de botella. El problema es cuando ciertos rasgos que se encuentran en el estándar de la raza están asociados con trastornos genéticos (herencia ligada). Entonces, la fuerza selectiva artificial favorece la duplicación en el orden genético, ya que viene con una característica física diferente deseada.
Las poblaciones son especialmente vulnerables cuando los perros criados están estrechamente relacionados. La endogamia entre los purasangres ha puesto de manifiesto varios problemas de salud genéticos no siempre evidentes en las poblaciones menos uniformes (como la displasia de cadera). Los perros de raza mixta son genéticamente más diversos debido a la naturaleza más desordenada de apareamiento de sus parentales. La descendencia de estos apareamientos puede ser menos propensa a expresar ciertos trastornos genéticos ya que puede haber una disminución de la probabilidad de que los dos padres sean portadores de los mismos alelos perjudiciales recesivos. Sin embargo, algunos genes con alelos recesivos deletéreos (genes letales) se presentan a través de muchas razas aparentemente sin relación. Por lo tanto, mezclar las razas no es garantía de salud genética (únicamente de diversidad), pero el entrecruzamiento de dos ejemplares genéticamente pobres no garantizará que la descendencia resultante será más saludable que los padres, porque la descendencia podría heredar los peores rasgos de ambos padres. Esto se ve comúnmente en los perros que vienen de fábricas de cachorros. En muchas líneas de perros de raza pura se han perdido los rasgos saludables debido a que los criadores de perros con pedigree están más interesados en conservar de una generación a otra la “conformación” -las características físicas de los perros en relación con el estándar de la raza- que la salud y el temperamento de trabajo para los que el perro fue criado originalmente.
Es un consenso entre especialistas que los perros de raza pura y de raza mixta son igualmente susceptibles a la mayoría de las enfermedades no genéticas, como rabia, moquillo, las lesiones y la infestación por parásitos externos e internos.
Varios estudios señalan que los perros de raza mixta tienen una ventaja en su salud, y un estudio alemán concluyó que los perros mestizos "requieren menos tratamiento veterinario". Estudios realizados en Suecia han encontrado que "los perros mestizos son menos propensos a muchas enfermedades que el perro de raza promedio" y, en referencia a las tasas de mortalidad, "los perros mestizos consistentemente se encuentran en la categoría de bajo riesgo". Investigaciones realizadas en Dinamarca también sugieren que los ejemplares de razas mezcladas tienen una mayor longevidad en promedio en comparación con perros de raza pura. Un estudio británico mostró resultados similares, pero algunas razas (en especial Jack Russell Terrier, caniches miniatura y lebreles) vivieron más tiempo que las razas mezcladas.
En un importante estudio, el efecto de la raza sobre la longevidad en el perro se analizó utilizando los datos de mortalidad de 23 535 perros. Los datos se obtuvieron a partir de hospitales de enseñanza veterinaria en América del Norte. La edad promedio de muerte fue determinada para los perros de razas puras y mixtas de diferentes pesos corporales. Dentro de cada categoría de peso corporal, la edad promedio de muerte fue menor para los perros de raza pura en comparación con los perros de razas mixtas. La edad promedio de muerte fue "8,5 años para todos los perros de raza mixta, y 6,7 años para todos los perros de raza pura" en el estudio. Sin embargo, se desconoce si un factor común que puso haber influido en el estudio es que los perros mestizos suelen ser llevados con menor frecuencia al veterinario, dada la reputación de resistentes que poseen y a que, considerando el costo de los cachorros, es más común que los dueños de perros de raza acudan al veterinario que los que optan por perros mestizos.

## Tipos de mestizos
Los perros mestizos se pueden dividir en dos tipos:
- Mezclas que muestran características de dos o más razas. Es una mezcla que podría tener algunos antepasados de raza pura, o que puede provenir de una larga serie de razas mezcladas. Estos perros se identifican generalmente por la raza a la que más se asemejan, como un "cruza de labrador” (cruce de una raza “X” y un labrador) o un " Pastor-Collie", etc., incluso si su ascendencia es desconocida.
- El perro paria genérico, o perro feral o salvaje  Canis lupus familiaris, se presenta donde se ha producido la cría no selectiva durante muchas generaciones. El término se refería originalmente a los perros salvajes de la India y Australia (como el dingo), pero ahora se refiere a los perros pertenecientes o descendientes de una población de perros salvajes o asilvestrados. El perro de Canaán es un ejemplo de una raza reconocida con ascendencia paria. Los perros paria tienden a ser de color uniforme, siendo la tonalidad amarilla a marrón claro las más comunes, con una altura y pesos medios (lo que les brinda funcionalidad y versatilidad en distintos ambientes). Esto puede representar la apariencia de los antepasados del perro moderno. El análisis de ADN ha demostrado que los perros paria asiáticos tienen una reserva genética más antigua que las razas modernas.
- Razas funcionales, que son perros criados con un propósito en particular, cuyos antepasados no son de raza pura, sino que son seleccionados por su desempeño en una misión específica. Ejemplos de ello son el Alaskan Husky, el Eurosabueso y las mezclas de Pointer inglés y Galgo inglés denominados como “Greysters”, que compiten en el deporte invernal del skijöring y en carreras de “Pulk” (un tipo de tobogán utilizado en deportes o como transporte en países nórdicos como Laponia, normalmente empujado por un perro, un reno o un esquiador), sobre todo en Europa. De vez en cuando una raza funcional se convierte en una raza reconocida con el tiempo.

Perros de raza pura son conocidos por los nombres dados a grupos de perros que son visiblemente similares en la mayoría de las características y tienen documentos de ascendencia fidedignos. Pero en años recientes, muchos propietarios y criadores de perros mestizos los identifican -a menudo en son de broma- con nombres inventados, construidos a partir de mezclar partes de los nombres de las razas de los parentales. Estos son conocidos como nombres compuestos o amalgamados. Los nombres y las cruzas resultantes son conocidos coloquialmente como "perros de diseño" o una cruza de razas. Por ejemplo, un cruce entre un pekinés y caniche puede ser denominado como un “Peekapoo”, siendo un ejemplar de una raza con cruza de Poodle. Otra cruza de moda es la Goldendoodle, un cruce entre un caniche (un poodle) y un golden retriever.

## Perros mestizos en deportes caninos
Los perros de raza mixta pueden sobresalir en competiciones de deportes caninos, como el entrenamiento de obediencia, agilidad canina, flyball y frisbee para perro. A menudo, ejemplares de razas mezcladas de alta energía se pueden encontrar en refugios o grupo de rescate de animales, donde son buscados por propietarios, con el cariño, la paciencia y la perseverancia para entrenarlos para deportes caninos, pasando de ser perros no deseados a perros ganadores de preseas sanos, estimulados mental y físicamente. Hasta la década de 1980, los perros mestizos fueron generalmente excluidos de las competiciones de obediencia.

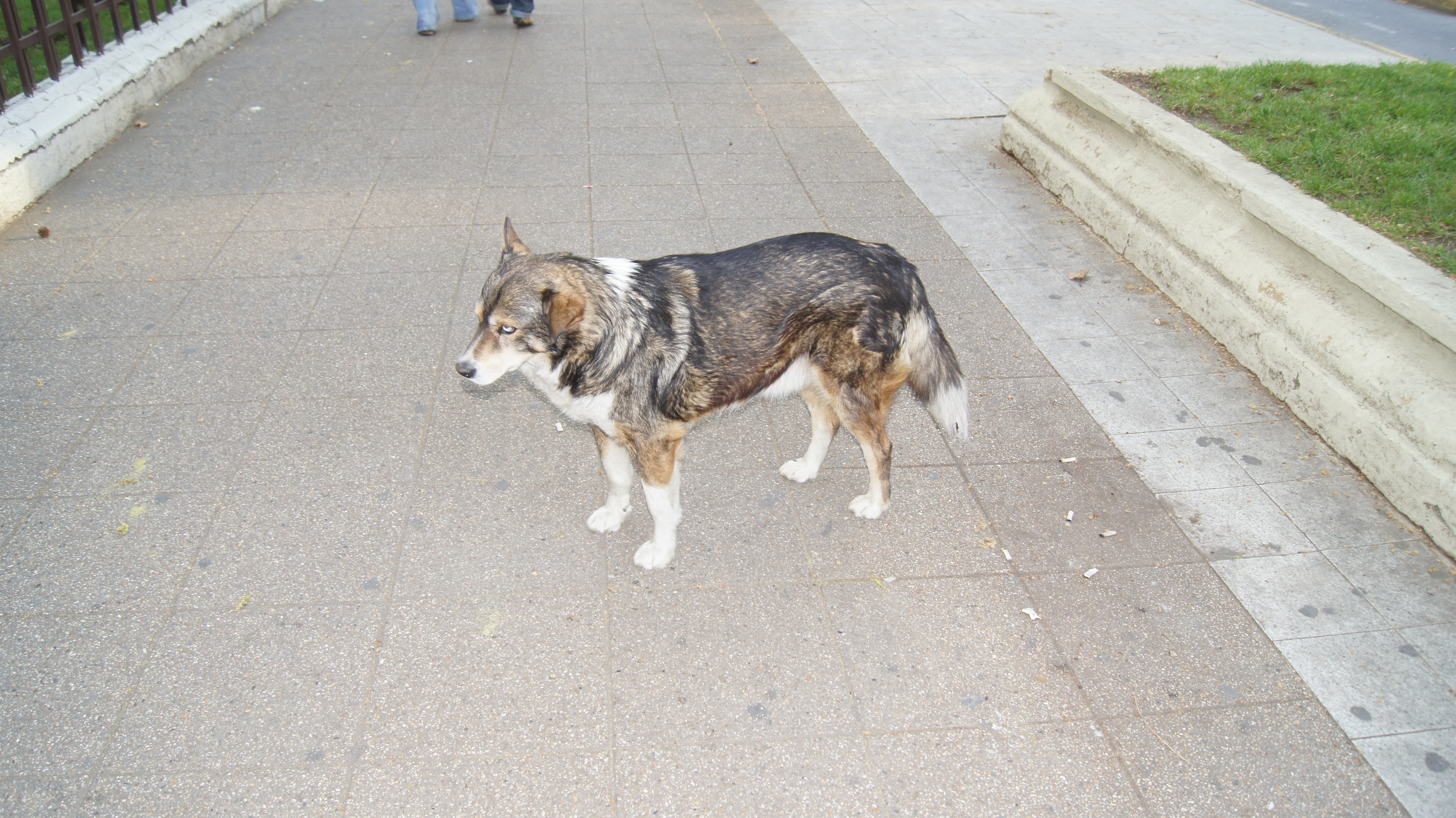
Perro mestizo

Sin embargo, a partir de la creación del Registro de Obediencia de Raza Mestiza Americana (“American Mixed Breed Obedience Registry”, o AMBOR) y de la Asociación de Clubs de Perros de Raza mixta Americanos (“Mixed Breed Dog Clubs of America”, o MBDCA), se establecieron eventos y competiciones de obediencia en las que los perros mestizos podían competir, por lo que desde entonces más oportunidades se han abierto en torneos internacionales para todos los tipos de perros en los deportes caninos. La mayoría de las organizaciones en agilidad canina y flyball siempre han permitido a los perros de raza mixta competir. Hoy en día ejemplares de raza mezclada han demostrado su eficacia en muchos deportes de rendimiento.
En las exposiciones caninas, donde se evalúa la conformación de los perros a un estándar de la raza, los perros mestizos normalmente no pueden competir. Para perros de raza pura sus características físicas son juzgadas contra un único estándar de raza. Los perros de raza mixta, sin embargo, son difíciles de clasificar excepto según la altura, ya que hay una enorme variación en los rasgos físicos como el escudo, la estructura del esqueleto, el andar, la forma de las orejas, la forma de los ojos, el color y así sucesivamente. Cuando se aplican las normas de conformación (estándar de razas) a los perros de raza mixta, como en los eventos a cargo de la MBDCA, las normas suelen ser los rasgos generales de la salud, la solidez, la simetría y la personalidad. El Kennel Club (Reino Unido) organiza un show callamado “Scruffts” (un nombre derivado de su prestigioso show Crufts) abierto solo para perros de razas mixtas en el que los perros son juzgados por su carácter, la salud y el temperamento.
Algunos clubes de criadores, cuyo objetivo es promover perros de raza pura, todavía excluyen a los perros mestizos de sus certámenes y exposiciones caninas. El American Kennel Club (AKC) y la Federación Cinológica Internacional (FCI) son dos destacadas organizaciones. Mientras que el AKC no permite a perros mestizos ganar su premio de Buen Ciudadano Canino, los perros mestizos no están autorizados a entrar en todos los eventos del AKC "para todas las razas", aunque a través de su programa "socios caninos" los perros de raza mixta puede inscribirse para competir en las competencias del AKC para las categorías de agilidad canina, obediencia, y eventos de rally.

## Ventajas y desventajas
El aspecto al madurar y el comportamiento pueden ser más predecibles en los cachorros de raza pura que en los cachorros de razas mezcladas. Con perros de raza pura, las variaciones genéticas se dan dentro de una reserva genética estrecha, por lo que un criador de renombre tendría una estimación razonable de qué tipo de descendencia producirá un par dado y cuál será su comportamiento. Sin embargo, hay una variación considerable en la apariencia y la personalidad dentro de las razas. Por ejemplo, dos Border collies campeones podrían producir descendencia que no tenga interés en el pastoreo de ovejas.
Algunos entrenadores creen que las razas mezcladas exhiben mayor inteligencia media que purasangres, pero otros creen que los mestizos son generalmente no más inteligentes que los perros de raza pura. En general se considera que ambos conjuntos de perros presentan por igual individuos con un lento aprendizaje y otros con alta capacidad de aprendizaje.
Los estudios que se han hecho en los Estados Unidos sobre la salud muestran que los perros mestizos son, en promedio, más saludables, con una mayor expectativa de vida, a diferencia de los perros de raza. Esto se debe a que la corriente aceptada en las prácticas de crianza en las asociaciones de criadores caninos con pedigrí resultan en una reducción de la diversidad genética, lo que puede ocasionar problemas de salud por la manifestación de trastornos.
Estudios han demostrado que los perros de raza mixta poseen un número considerable de rasgos reproductivos deseables. Scott y Fuller encontraron que las hembras mestizas fueron madres superiores en comparación con las madres de raza pura, ya que en sus investigaciones observaron que producían más leche y daban una mejor atención a sus cachorros. Estas ventajas condujeron a una disminución de la mortalidad en las crías de perros mestizos, lo que podría señalar una correlación con el hecho de que, con frecuencia, son los criadores profesionales quienes se encargan de la cría de las camadas de sus ejemplares reproductores, lo que impide que los cachorros de las peores madres fallezcan, permitiendo que una predisposición a dicho comportamiento prevalezca. Así, los perros de razas como el Pug, el Yorkshire terrier y el Bulldog requieren que se realicen cesáreas en casi todos sus partos, ya que la cabeza de los cachorros suele ser más amplia que el canal de parto, lo que a menudo imposibilita a la madre el poder cuidar durante los primeros días de vida a sus cachorros.
No todos los dueños de perros aprecian a los perros mestizos. Algunos propietarios valoran el pedigrí de un perro como un símbolo de estatus y, por tanto, los perros de raza mixta no tienen ningún uso, mientras que otros aprecian o tienen un vínculo emocional con los rasgos físicos o de comportamiento de ciertas razas. Existe además la creencia errónea de que un pedigrí significa que un perro tendrá rasgos superiores de personalidad y de salud.
Mientras que los perros de raza pura exhiben un rango estrecho de apariencia dentro de su raza, perros de raza mixta a menudo exhiben apariencias únicas. Las personas que disfrutan de perros de razas mezcladas a menudo valoran su aspecto único en su tipo y sus características particulares.
Irónicamente, es común que en los refugios de animales sea posible adoptar a perros de pura raza (además de los de ascendencia mixta), pudiendo salir con un perro con pedigrí que, al no tener documentos, goza del mismo estatus que cualquier perro mestizo. Lo importante en este caso no es guiarse por la apariencia, sino poniendo énfasis en la personalidad y la idoneidad de cada perro como compañero para la vida de cada propietario potencial.

## Denominaciones locales
Existe una profusión de palabras y frases usadas internacionalmente para describir a los perros que no han sido designados como de pura raza o con pedigrí.
En los países angloparlantes, se utilizan los términos “cur”, “tyke”, “mutt” y “mongrel”, que suelen ser utilizados a veces de una manera despectiva. También hay términos regionales para perros mestizos. En el Reino Unido “mongrel” es la palabra técnica única para designar a un perro de raza mixta. En los Estados Unidos generalmente se prefiere prefieren el término “mix” ("mezcla") o “mixed-breed” ("de raza mixta"). El nombre “Mutt” se utiliza también comúnmente en los Estados Unidos y Canadá, a menudo de una “manera cariñosa”. Algunos registros estadounidenses de clubes de perros que aceptan perros mestizos usan la descripción de la casta “All American” para perros mestizos nacidos en su territorio.
También hay nombres de razas mezcladas basadas en la geografía, la conducta o la comida. En Hawái, los perros mestizos se conocen como perros “poi”, a pesar de que no están relacionados con el extinto perro poi hawaiano. En las Bahamas y en las Islas Turcas y Caicos, el término común es “potcake dogs” (en referencia a los restos de comida de los que se alimentan). En África del Sur la expresión de “pavement special” se utiliza a veces como una descripción de un perro de raza mixta. En Filipinas, los perros callejeros mestizos son a menudo llamados “askals”, un término Tagalog derivado de la contracción de “asong kalye”, o "perro de la calle". En Puerto Rico se les conoce como “satos”, mientras que en Chile y Bolivia se les llama “quiltros”, en Perú se les conoce como “chuscos” y en Colombia se les llama “chandosos” o “chandas” de manera despectiva y “criollos” de manera cariñosa.
En la zona rural del sur de Estados Unidos un pequeño perro de caza es conocido como “feist”, en el argot norteamericano o slang. Además, existen varios términos comunes, por ejemplo: “Heinz 57”, “Heinz” o “Heinz Hound” se utiliza a menudo para perros de ascendencia incierta, en una referencia lúdica a las 57 variedades del eslogan de la salsa de tomate producida por la H. J. Heinz Company. En países como Australia el término “bitsa” o “bitzer” se utiliza a veces, que significa "trozos de esto" o "trozos de eso". En Brasil y en la República Dominicana, el nombre de los perros mestizos es “vira-lata” (“vuelca botes”), a causa de que los perros sin hogar (perros callejeros) vuelcan botes de basura en busca de desechos de comida. En la Isla de Terranova, un perro de raza mixta pequeño se conoce como “cracky”, de ahí la expresión coloquial de "descarado como cracky" ("saucy as a cracky") utilizada como adjetivo para alguien con una lengua afilada.

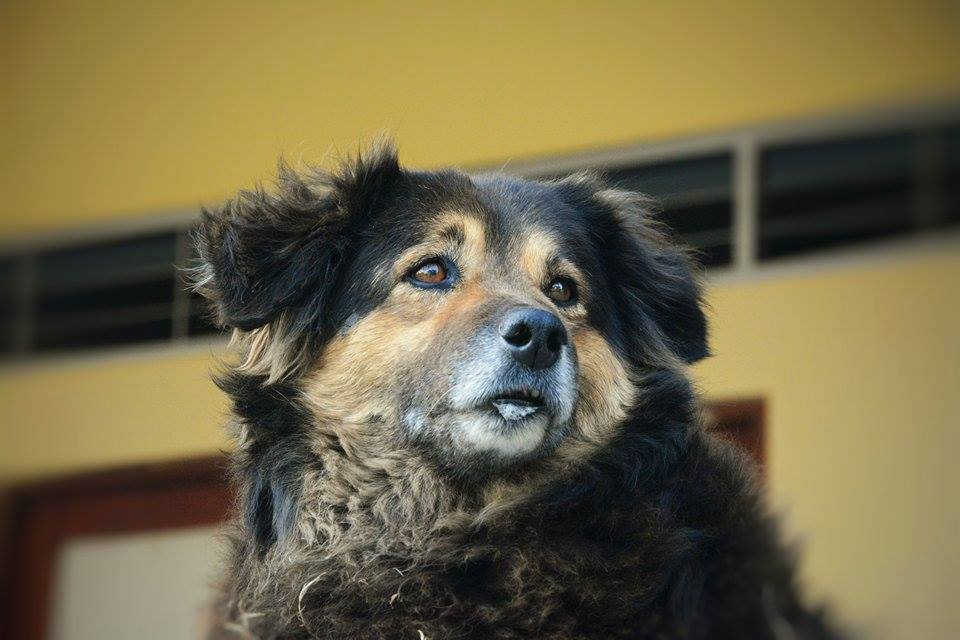
El perro mestizo en Perú es conocido coloquialmente como "perro chusco".

En el español y en Latinoamérica, existen además varios adjetivos y nombre comunes para los perros mestizos, algunos de los cuales son:
- En Argentina se les conoce como "perros callejeros", "cuzcos", "Cruza", "PP" (puro-perro, es decir, de ninguna raza específica) o "Delmont" ("del montón"). Vulgarmente también se les llama "perro de marca pichicho" o "perro marca perro". En la provincia de Córdoba son llamados "perros guasos".
- En Bolivia se conocen como "rawe", "chapi" o "cachuchín".
- En Brasil se conocen como "vira lata".
- En Chile, como "quiltros", palabra de origen mapuche o, en Chiloé, "chehuas", palabra mapuche que significa "perro".
- En Colombia se les denomina desde "criollos", "gozques", "chandas", "chandosos" hasta "canchosos" (que significa ‘sarnosos’), tendiendo hacia más despectivos los últimos apelativos.
- En Costa Rica se les dice "zaguates".
- En Cuba se les denomina "chulos" o "satos", nunca de forma despectiva.
- En Ecuador se los conoce como "perros runas". Vulgarmente también se les conoce como "raza callejero", "churrios" o "churros".
- En El Salvador se les conoce como "aguacateros", y también se suele utilizar la palabra "chucho", de origen onomatopéyico.
- En Nicaragua se les conoce como "comecuandohay" (de "come cuando hay") o "perro callejero", y también se utilizan las palabras "perro indio", "sarnoso" y "zaguate", del nahuatl "zahuatl", que significa "sarna".
- En España se les denomina "chuchos", aunque también se les conoce como "mil leches", particularmente en las Islas Canarias.
- En Guatemala se le conoce como "chucho" o como "chucho chamarra".
- En Honduras se les conoce como "aguacateros".
- En México se les conoce genéricamente como "perros callejeros", "perro corriente", "cruzas" o "perro  eléctrico" (por ser "corrientes"). También se les dice "chuchos", "solovinos" (porque "él solo vino") y "pipeco" (un acrónimo de "pinche perro corriente"). En la Península de Yucatán se usa "perro malix", - se pronuncia 'malísh' -, adjetivo de la lengua maya que significa "sin linaje".
- En Panamá se les conoce como "tinaqueros", "callejeros" o "tainakers".
- En Paraguay se les conoce como "delmer" ("del mercado").
- En Perú se les conoce coloquialmente como "chuscos" o "criollos".
- En Puerto Rico se les denomina perro "sato" o "realengos".
- En República Dominicana se les conoce principalmente como "vira latas", "realengos" o "sarnosos".
- En Venezuela se les conoce como "yusos" o "cacris", resultado de la unión de las palabras "callejero" y "criollo".

En otros países de América Latina y el Caribe son llamados vira latas o realengos, para referirse al conglomerado de perros mestizos (este nombre es similar al que se da tanto en Brasil como en Portugal: vira-latas o rafeiros).